# Traditor

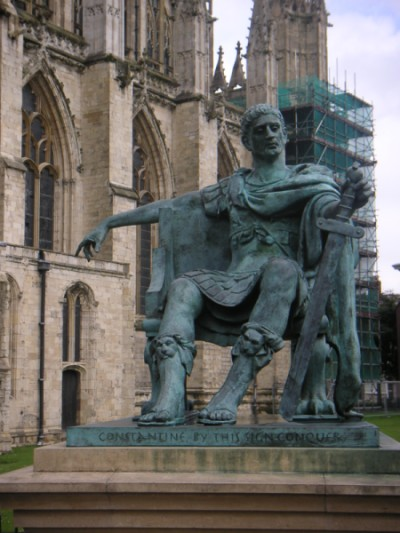
Escultura de Constantino en York, Inglaterra.

El término traditor o traditores (derivado del latín: "tradere", entregar) se aplicó a aquellos cristianos que realizaron apostasía durante las persecuciones contra la religión cristiana primitiva. Durante la persecución de Diocleciano, a los líderes religiosos que actuaron de esta manera se les denominaba "traditores" luego de que se aplicara un edicto donde se ordenaba la quema de los escritos y la renuncia de su fe por parte de esta religión. Esta secta tuvo un particular crecimiento en el Norte de África; posteriormente, algunos traditores regresaron a sus posiciones bajo el mandato de Constantino, provocando una disputa con los Donatistas, que se resolvería en 314 durante el Concilio de Arlés en Galia, Francia, donde la cuestión fue muy debatida y estaba en contra de los propios Donatistas. Estos se negaron a aceptar la decisión del consejo. Su disgusto por los obispos que habían colaborado con Roma salió de la perspectiva del imperio romano. La palabra "traditore" es la fuente de las palabras modernas "traidor" y "traición", así como de la palabra "tradición", pero en un contexto totalmente distinto. 
- Datos: Q2236670